# Епархия Накалы
Епархия Накалы (лат. Dioecesis Nacalana) — епархия Римско-Католической церкви c центром в городе Накала, Мозамбик. Епархия Накалы входит в митрополию Нампулы. Кафедральным собором епархии Накалы является церковь Пресвятой Девы Марии Доброго Путешествия.

## История
11 октября 1991 года Римский папа Иоанн Павел II издал буллу In Mozambicano, которой учредил епархию Накалы, выделив её из архиепархии Нампулы.

## Ординарии епархии
- епископ Germano Grachane C.M.[1] (11.10.1991 — 25.04.2018, в отставке);
- епископ Alberto Vera Aréjula, O. de M. (25.04.2018 — по настоящее время).